# George Clinton (alelnök)
George Clinton (1739. július 26. – 1812. április 20.) amerikai katona és politikus, az alapító atyák egyike, New York állam első kormányzója, majd Thomas Jefferson és James Madison elnökök alatt az Egyesült Államok 4. alelnöke.

## Ifjúkora
Politikai nézeteire nagy hatást gyakorolt apja, Charles Clinton, az angol emigráns, aki Little Britainben telepedett le és tagja volt a New York-i gyarmati tanácsnak. Testvére, James Clinton tábornoki rangot ért el az amerikai függetlenségi háborúban, unokaöccse, DeWitt Clinton pedig később New York állam kormányzója lett.
18 éves korában besorozták a brit hadseregbe és a francia–indián háborúba küldték, ahol hadnagyi rangig jutott. Később jogot tanult és a gyarmati tanács tagja lett.
Erős ellenszenvvel viseltetett a toryk iránt, ezért birtokaik elkobzásával és eladásával próbálta az adókat kordában tartani. George Washington barátjaként és támogatójaként segítette a Valley Forge-ban állomásozó amerikai katonák ellátását, és együtt lovagoltak Washington első beiktatási ceremóniájára is.

## Politikai pályája
1759-ben a New York állambeli Ulster megye jegyzőjének (County Clerk) nevezték ki, amely posztot 52 évig töltötte be, 1768–1776 között pedig a New York-i tartományi gyűlésben (New York Provincial Assembly) is képviselte a területet. 1777-ben ő lett az első választott kormányzója New York államnak és még ötször választották újra, egészen 1795-ig.
1783-ban Dobbs Ferry-nél Washingtonnal és Sir Guy Carleton tábornokkal együtt részt vett a maradék brit csapatok kivonásában az Egyesült Államok területéről.
1787-1788 között nyilvánosan is ellenezte az alkotmány elfogadását. Herbert Storing szerint "Cato" néven ő szerkesztette azokat az antifederalista esszéket, amelyek különböző New York-i újságokban jelentek meg a ratifikációs tárgyalások idején, noha a szerző valódi kiléte bizonytalan volt. Ellenvetését azonban visszavonta, miután bekerült az alkotmányba a Bill of Rights.
1792-ben a még kialakulóban lévő jeffersoni Demokrata-Republikánus Párt alelnökjelöltté választotta. Miközben a republikánusok általános közfelkiáltással másodszorra is elnökké választották Washingtont, kifogásolták John Adams alelnök állítólagos "monarchikus" nézeteit. Clinton 50 elektori szavazatot kapott Adams 77 szavazatával szemben. Jelöltségének ártott antifederalista előélete, valamint vitatott újraválasztása New York állam kormányzójának ugyanebben az évben. (108 szavazatot nyert és Otsego megye tekintélyes mennyiségű Clinton-ellenes szavazatai technikai okok miatt érvénytelenek voltak.)
1795-ben nem is indult a kormányzóválasztáson és nem töltött be semmilyen politikai pozíciót, amíg 1800-ban és 1801-ben be nem választották a New York-i állami törvényhozásba. 1801-ben újra kormányzóvá választották, hivatalát 1804-ig töltötte be. Ő volt az Egyesült Államok történetének legtöbb ideig szolgáló kormányzója.
Az 1804-es elnökválasztáson Thomas Jefferson alelnökének választották. Az Egyesült Államok negyedik alelnökeként két elnök alatt is szolgált: 1805–1809 között Jefferson alatt, majd 1809-től haláláig Madison alatt. 1812-ben szívinfarktusban halt meg, így ő volt az első alelnök, akit hivatali ideje alatt ért a halál.
Eredetileg Washingtonban temették el, de 1908-ban sírhelyét Kingstonba helyezték át.

## Elődök és utódok
| Elődje: Aaron Burr | Az Amerikai Egyesült Államok alelnöke 1805. március 4. – 1812. április 20. | Utódja: Elbridge Gerry |

| Elődje: John Jay | New York állam kormányzója 1801. július 1. – 1804. június 30. | Utódja: Morgan Lewis |

| Elődje: nem volt | New York állam kormányzója 1777. július 30. – 1795. június 30. | Utódja: John Jay |

## Fordítás
- Ez a szócikk részben vagy egészben a George Clinton (vice president) című angol Wikipédia-szócikk ezen változatának fordításán alapul.  Az eredeti cikk szerkesztőit annak laptörténete sorolja fel. Ez a jelzés csupán a megfogalmazás eredetét és a szerzői jogokat jelzi, nem szolgál a cikkben szereplő információk forrásmegjelöléseként.